# Glas Radnog Bloka
Glas Radnog Bloka je bio polutjedni list koji je izlazio u Osijeku. Urednik je bio Lazar I. Brkić, inspektor ministarstva prosvjete u mirovini.
Prvi broj izašao je u listopadu 1927. godine. Izlazio je polutjedno. List je bio izborni organ udruženih stranaka i građana Radnog Bloka, koji su činili organizacije Davidovićevih demokrata,  samostalnih demokrata, nezavisnih radikala i saveza zemljoradnika te grupa nezavisnih građana i privrednih krugova.